# BMPT Terminator
BMPT Terminator (rusky Боевая машина поддержки танков «Терминатор») je ruské obrněné vozidlo pro podporu tanků (vozidlo palebné podpory tanků) vyvíjené od 90. let 20. století a vyráběné firmou Uralvagonzavod. Jeho účelem je ochrana tanků před nepřátelskou pěchotou a bojové operace v městské zástavbě, kde se použití tanků tolik nehodí.

## Historie
Ideu obrněného vozidla poskytujícího podporu tankům propagoval koncem 70. let 20. století generálmajor O. M. Brilov. Uvědomil si, že největší hrozbou pro tanky nejsou obrněná vozidla či jiné tanky, nýbrž pěchota s protipancéřovými zbraněmi schopná dostat se do blízkosti tanku a zničit ho. Tak vznikl ještě v éře Sovětského svazu prototyp nazvaný Objekt 781 a později Objekt 782 a Objekt 787. Stěžejní požadavky na nový stroj byly: velká palebná síla, velký rozsah elevačních úhlů a obdobná ochrana jako u hlavního bojového tanku. S kolapsem SSSR byl vývoj zastaven. Během první čečenské války, kde ruské jednotky utrpěly velké ztráty mj. v Grozném, se prokázala absence specializovaného vozidla pro boj v městské aglomeraci. Od roku 1998 byl proto vývoj BMPT obnoven pod neoficiálním názvem Terminator.

## Specifikace
- podvozek tanku T-90 (první verze) a T-72 (od druhé verze)
- bezosádková věž
- 4 protitankové řízené střely 9M120 Ataka ve dvojici odpalovačů na každé straně věže, lze použít i proti nízkoletícím vzdušným cílům a malým plavidlům
- dvojice 30mm kanónů Šipunov 2A42 s 900 náboji
- kulomet ráže 7,62 milimetrů PKTM s 2 000 náboji
- dvojice granátometů AGS-17 Plamja ráže 30 mm (první verze)
- 6 generátorů dýmu
- různé senzory